# Regulares
Regulares, Grupos de Regulares – hiszpańskie jednostki wojskowe sformowane w Afryce Północnej z miejscowej ludności i hiszpańskich oficerów, powstałe na podstawie Królewskiego Dekretu z dnia 30 czerwca 1911 roku. Jednostka składała się z taboru (batalionu) piechoty i szwadronu kawalerii. Od 1912 roku w jej skład wchodziły dwa tabory piechoty i jeden tabor kawalerii. Nazwę Regulares można przetłumaczyć jako jednakowi, jednak nawet najważniejszy hiszpański słownik wydawany przez Królewską Akademię Hiszpańską jako jedno ze znaczeń słowa regular podaje jednostki piechoty stacjonujące w hiszpańskich miastach autonomicznych Ceuta i Melilla.

## Historia
Utworzenie Regulares związane było z popieranymi przez prasę protestami Hiszpanów zamieszkujących Półwysep Iberyjski przeciwko stacjonowaniu żołnierzy hiszpańskich w hiszpańskim protektoracie Maroka. Już wcześniej eksperymentowano z jednostkami składającymi się z ludności arabskiej, tworząc między innymi  Kompanię Muzułmanów w Oranie, Milicję Ochotniczą w Ceuta, czy Strzelców Rifu. Były to przeważnie czołowe jednostki rozpoznawcze przeznaczone do walki w każdym terenie, organizowania zasadzek, desantów i starć w górach. Od dowódców wymagano świetnego rozeznania w sposobach prowadzenia wojny przez ludy, z którymi przychodziło walczyć np. w wojnach z republiką Rifu i buntownikami z regionu Yebala (okolice Tetuan).
Niedługo po utworzeniu, jednostkę zaczęto nazywać Fuerzas Regulares Indígenas de Melilla (Regularne Oddziały Tubylcze z Melilla). Ich dowódcą został pułkownik kawalerii Dámaso Berenguer Fusté. Regulares szybko zyskali sławę i zostali uznani za jednostkę elitarną Hiszpańskich Sił Zbrojnych.

### Rozwój
W latach 1914–1922 siły Regulares poszerzono tworząc pięć Grup (będących mniej więcej odpowiednikami pułku). Każdą z nich tworzyły po dwa tabory piechoty (w sile trzech kompanii każdy) oraz tabor kawalerii (trzy szwadrony). Grupy stacjonowały w Melilla, Tetuan, Ceuta, Alhucemas i Larache. Regulares zawsze szli na czele oddziałów hiszpańskich, będąc pierwszą siłą uderzeniową. Walczyli po stronie frankistów na wielu frontach wojny domowej, a po jej zakończeniu aktywnie zwalczali antyfrankistowskich partyzantów zwanych Maquis. Podczas II wojny światowej wielu z nich walczyło ramię w ramie z Niemcami na froncie wschodnim w ochotniczej Błękitnej Dywizji.
W roku 1956, w którym zlikwidowano protektorat w Maroku, istniały:
- Grupy Regulares:
- Grupo de Fuerzas Regulares nº 1 w Tetuan
- Grupo de Fuerzas Regulares nº 2 w Melilla
- Grupo de Fuerzas Regulares nº 3 w Ceuta
- Grupo de Fuerzas Regulares nº 4 w Larache
- Grupo de Fuerzas Regulares nº 5 w Peñón de Alhucemas
- Grupo de Fuerzas Regulares nº 6 w Arcila
- Grupo de Fuerzas Regulares nº 7 w Melilla
- Grupo de Fuerzas Regulares nº 8 w Rif

- Grupy Kawalerii Regulares:
- Grupo de Caballería w Tetuan
- Grupo de Caballería w Melilla

W sumie służyło w nich (nie licząc Hiszpanów) 127 oficerów i 12 445 żołnierzy marokańskich.

### Odznaczenia
Grupy Regulares były wielokrotnie odznaczane i są dziś jednostką szczycąca się największą w hiszpańskim wojsku ilością medali i odznaczeń zarówno indywidualnych jak i zbiorowych.
- 73 Krzyże Świętego Ferdynanda - 18 zbiorowych i 53 indywidualne;
- 61 zbiorowych i 208 indywidualnych odznaczeń innymi medalami wojskowymi.

### Odznaka
W maju 1913, kiedy sytuacja w górskim regionie Yebala i zachodnich częściach protektoratu stała się bardzo niebezpieczna, Regulares wysłano na pomoc wojskom generała Primo de Rivera. Po uratowaniu ich Regulares kontynuowali walki z buntownikami. W jednej z potyczek, ratując kolejny oddział Hiszpanów, pokonali wrogów w walce na bagnety. Po tym wydarzeniu do ich odznaki, przedstawiającej półksiężyc będący symbolem wojsk arabskich i koronę królewską, dodano dwa skrzyżowane karabiny z bagnetami.

### Reorganizacja

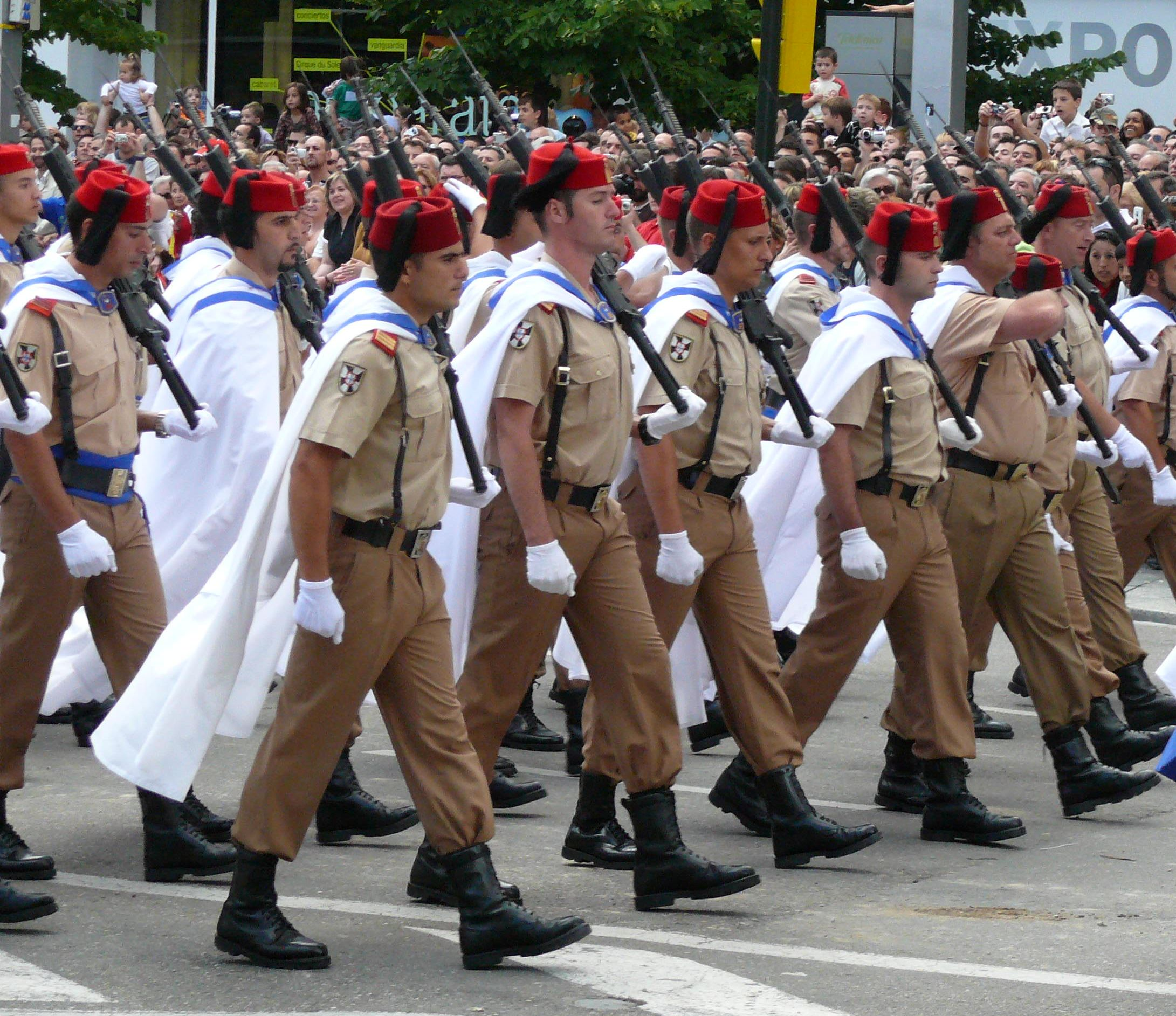
Regulares podczas defilady w Madrycie w 2008 roku

Po likwidacji protektoratu rozwiązano większość oddziałów Regulares z wyjątkiem 1. i 3. w garnizonie Ceuta oraz 2. i 5. w garnizonie Melilla. Od tego czasu w Grupach służą głównie pochodzący z Europy i Maghrebu mieszkańcy Ceuty i Melillii, choć są również żołnierze z innych regionów Hiszpanii. Podczas Zielonego Marszu (zorganizowana w 1975 akcja Marokańczyków mająca na celu zajęcie Sahary Zachodniej, którą do dziś okupuje) Regulares byli rozmieszczani na granicach z Marokiem. W późniejszych latach uczestniczyli też w rozwiązywaniu granicznych kryzysów w miastach Ceuta i Melilla oraz na wyspie Perejil. Wzięli również (obok innych elitarnych jednostek) udział w międzynarodowych misjach w Bośni i Hercegowinie, Kosowie i Afganistanie.
2 Grupa Sił Piechoty Regulares od 1996 nazywa się 52 Pułk Lekkiej Piechoty Regulares, gdyż jest spadkobiercą tradycji Grup Regulares i 52 Pułku Piechoty, które stacjonowały w Melillii. Jednostka ta rozmieszczona jest na cyplu Peñón de Vélez de la Gomera, wyspie Peñón de Alhucemas i archipelagu Islas Chafarinas u wybrzeży Maroka.
5 Grupę Sił Piechoty Regulares przemianowano na 54 Pułk Lekkiej Piechoty Regulares i jest on spadkobiercą Grup Regulares oraz 54 Pułku Piechoty.